# Daphoenositta chrysoptera
La sittella varia o sittella australiana (Daphoenositta chrysoptera (Latham, 1801)) è un uccello passeriforme della famiglia Neosittidae.

## Etimologia
Il nome scientifico della specie, chrysoptera, deriva dall'unione delle parole greche χρυσος (khrysos/khrusos, "oro") e πτερον (pteron, "ala"), col significato di "dalle ali dorate", in riferimento alla colorazione: il nome comune ne sottolinea invece la variabilità intraspecifica nella livrea.

## Descrizione

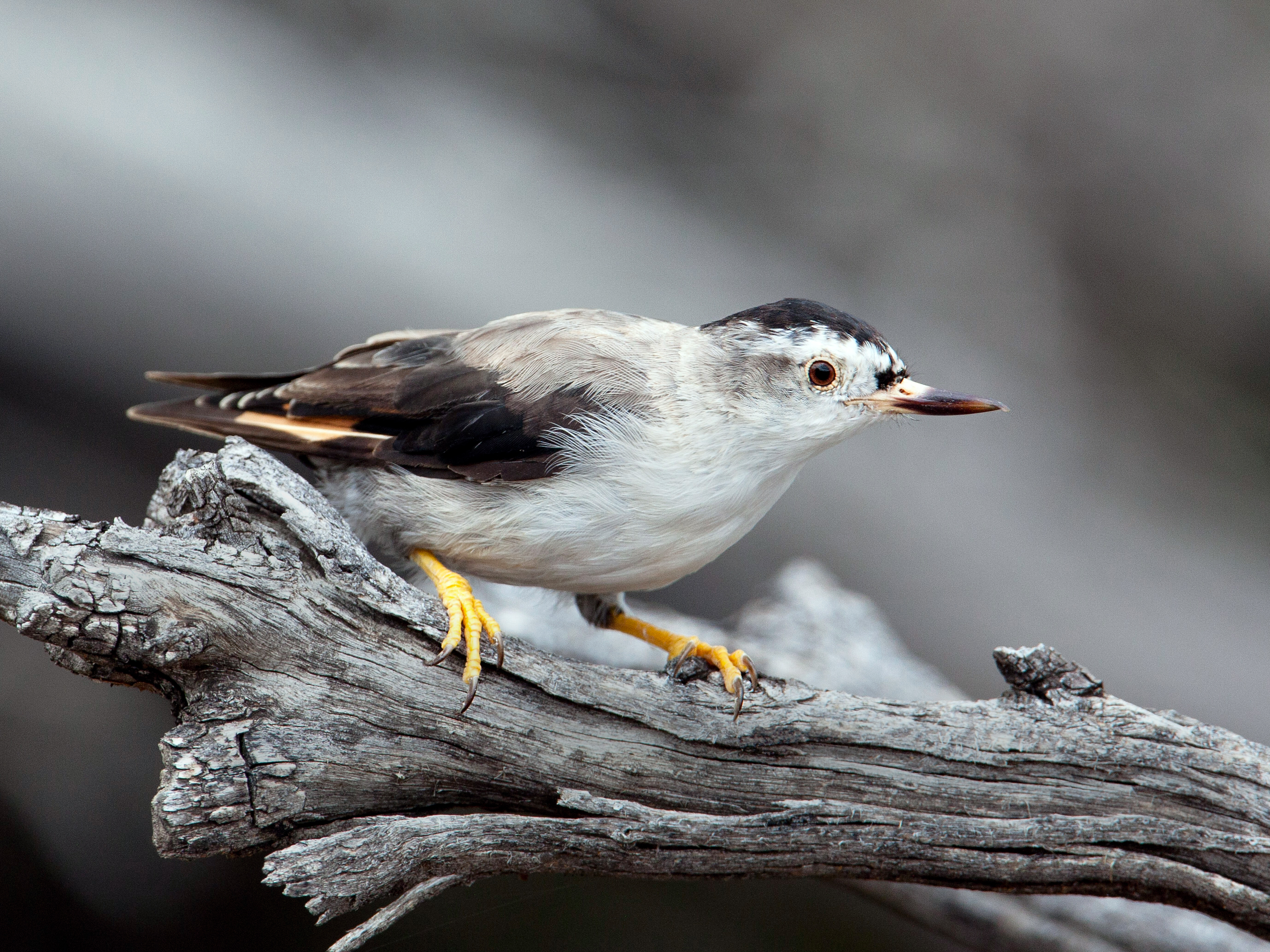
Maschio della sottospecie pileata.

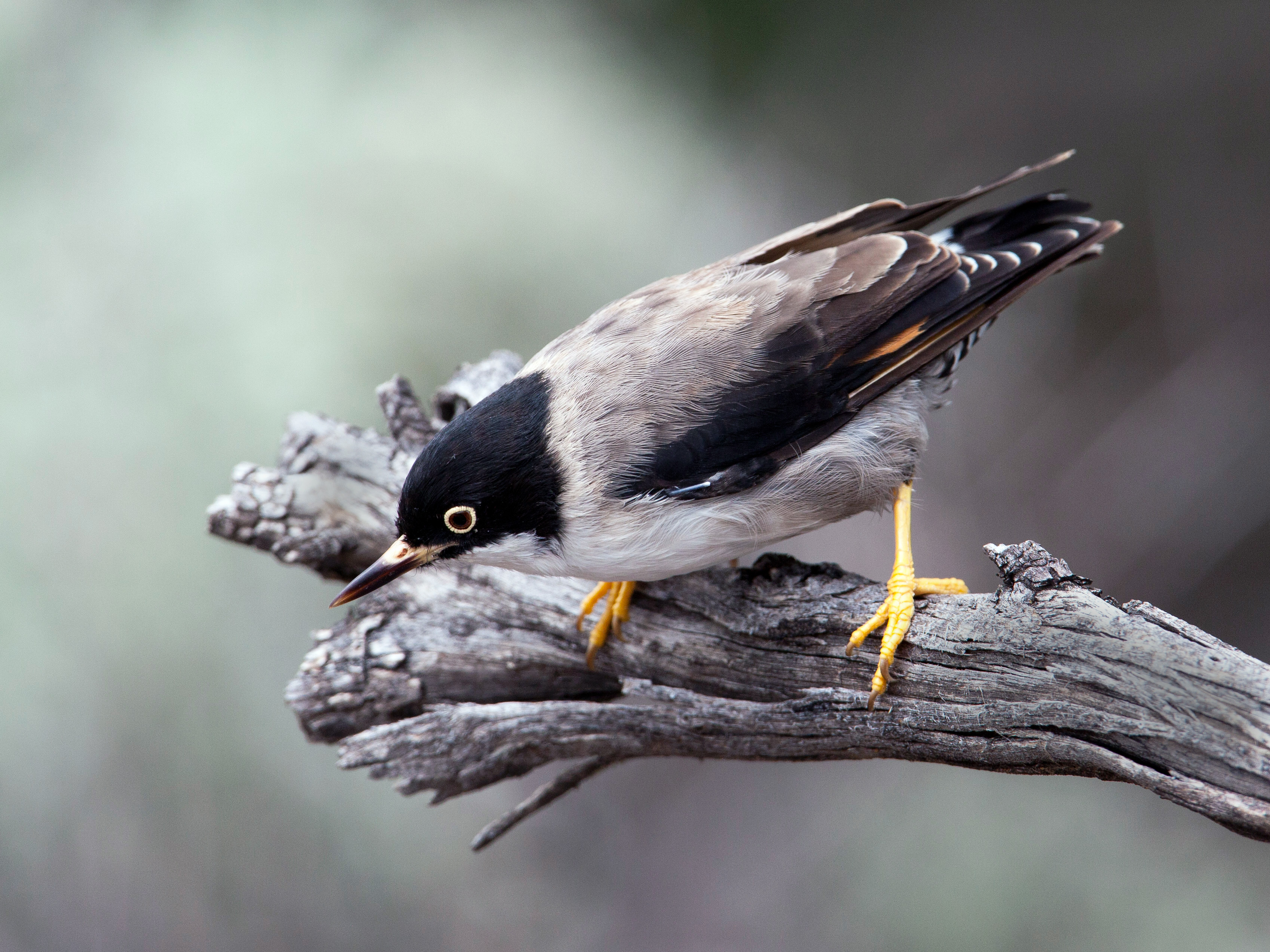
Femmina della sottospecie nominale.

### Dimensioni
Misura 10–14 cm di lunghezza, per 10-17 g di peso.

### Aspetto
Si tratta di uccelletti dall'aspetto tozzo e paffuto, con grossa testa squadrata dai grandi occhi, corto collo (sicché la testa appare direttamente incassata nel tronco), becco sottile e allungato lievemente ricurvo verso l'alto, zampe corte ma grandi con lunghe dita e forti artigli: la coda è molto corta e squadrata.
Il piumaggio, come intuibile dal nome comune, è piuttosto variabile, cambiando di sottospecie in sottospecie, con le varie popolazioni che meticciano con grande facilità: in generale la testa può essere di colore nero, grigio o biancastro (oppure una combinazione di due di questi colori, ad esempio nera su fronte, vertice, nuca e guance e bianca su gola e lati del collo, come nella sottospecie nominale), mentre petto, ventre e fianchi sono di colore chiaro (grigio-biancastro o bianco), spesso con le singole penne munite di punta nerastra, a dare un effetto screziato. Il dorso tende invece al grigio-nerastro, mentre la coda (così come le remiganti e le copritrici) è nera: sulle remiganti primarie è presente un ampio specchio di colore variabile, dal giallo-arancio (che frutta alla specie il nome scientifico) al bianco-grigiastro.
Gli occhi sono di color ambra o rossiccio, con anello perioculare nudo e giallo: le zampe sono anch'esse gialle, mentre il becco è di color giallo-arancio con punta nera (anche se in alcune popolazioni il nero copre quasi tutta la sua lunghezza): nei maschi il becco è più lungo rispetto a quello delle femmine.

## Biologia

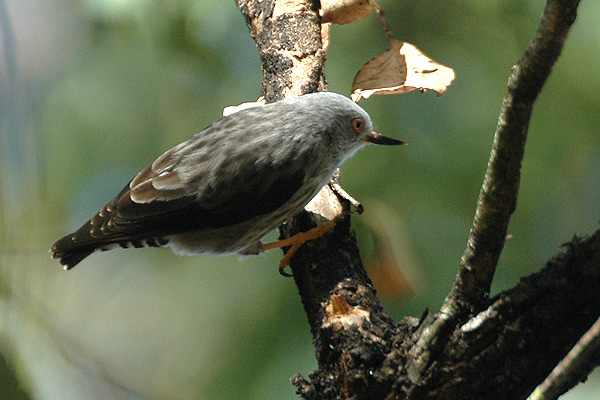
Esemplare cerca il cibo nel sud del Queensland.

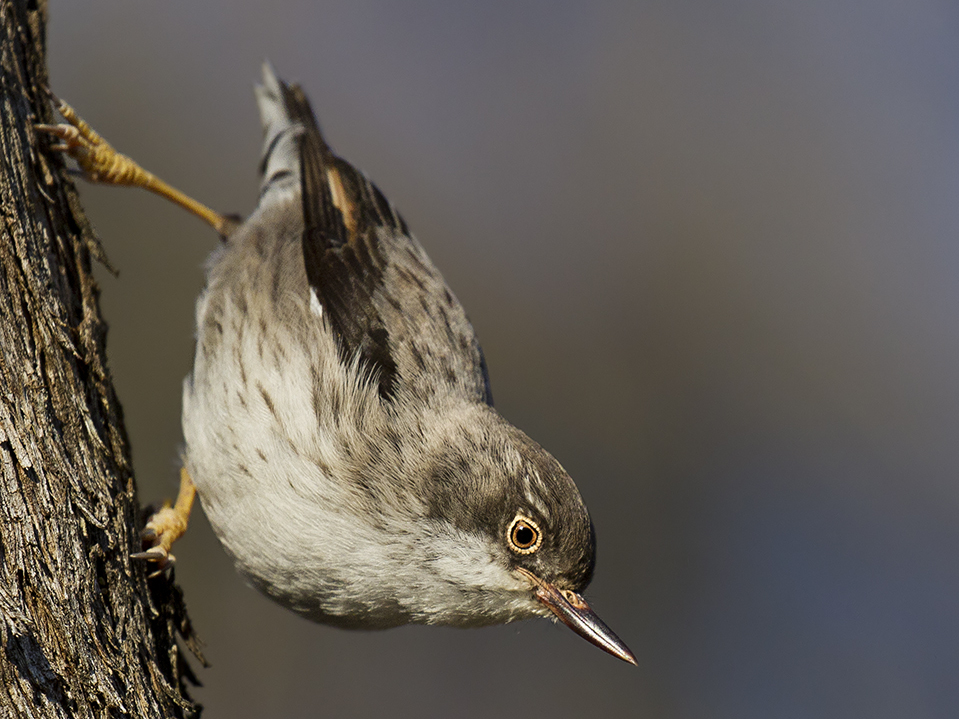
Esemplare cerca il cibo a testa in giù.

La sittella varia è un uccelletto dalle abitudini di vita essenzialmente diurne, che sebbene tenda a muoversi durante il giorno in coppie o in gruppetti alla densità di 1-5 esemplari ogni 10 ettari, costituisce degli stormi più consistenti di qualche decina d'individui, i cui membri si riuniscono su posatoi comuni (generalmente rami morti di grossi alberi inclinati) verso il tramonto, passando molto tempo a tolettarsi a vicenda, e sono sempre pronti ad aiutarsi in caso di invasione del territorio da parte di gruppi rivali.

I membri di uno stesso gruppo tendono a giungere al posatoio notturno a intervalli di circa un minuto fra un esemplare e l'altro, in maniera tale da non attirare l'attenzione di eventuali predatori: sui posatoi, tutti gli animali rivolgono il becco nella stessa direzione, coi maschi che prendono posizione ai lati del gruppo e i giovani al centro di esso.
Il richiamo di questi uccelli è cinguettante e piuttosto monotono, ripetuto più o meno lentamente in maniera direttamente proporzionale allo stato di eccitazione dell'animale.

## Alimentazione

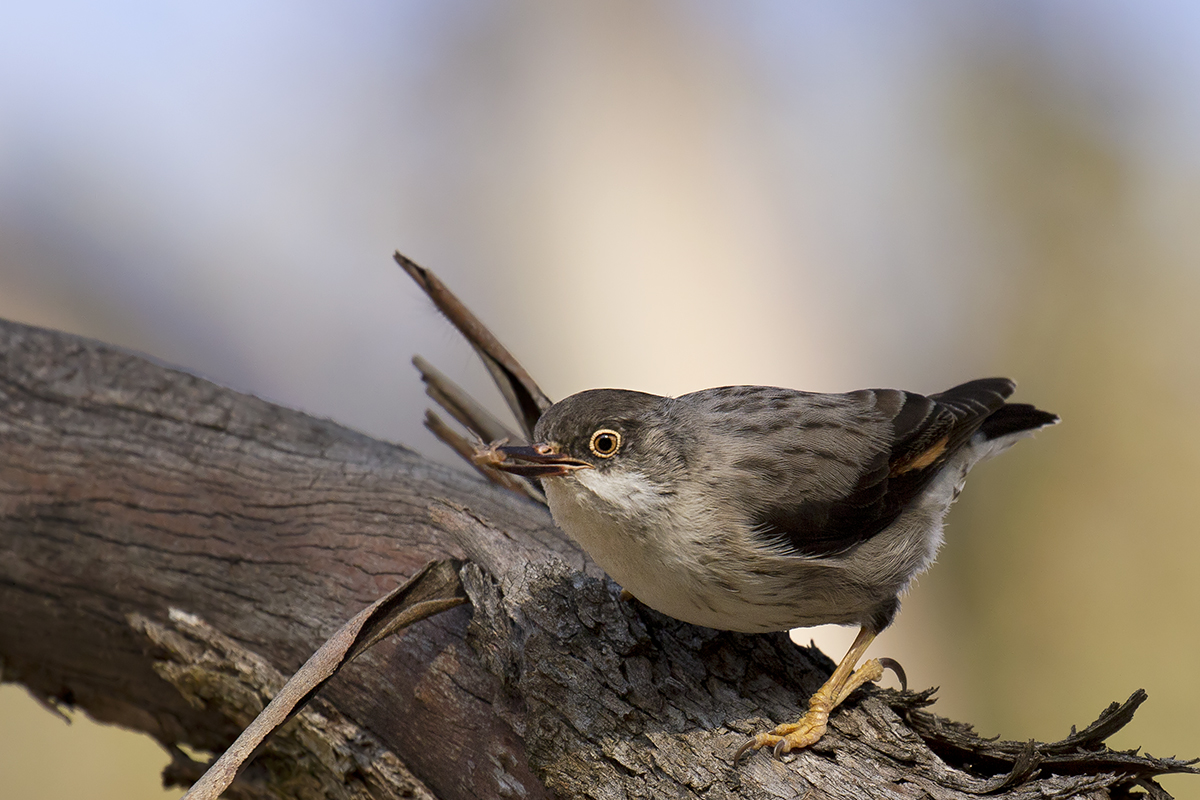
Esemplare si nutre nel Victoria.

Si tratta di uccelli insettivori, la cui dieta si compone in massima parte di artropodi e nella fattispecie soprattutto (dal 30% ad oltre l'80%) di coleotteri (curculioni, coccinelle, cimici ed elateridi) e delle loro larve, nonché di ragni, bruchi e di altri tipi di insetti. La composizione della dieta pare tuttavia subire variazioni stagionali e locali, che non sono ancora state studiate in maniera approfondita.
Questi animali cercano il cibo generalmente lungo i rami orizzontali degli alberi, saltellando velocemente lungo di essi (talvolta appendendosi a testa in giù sotto di essi, sebbeno meno raramente rispetto ad altri uccelli con nicchie ecologiche analoghe) e fermandosi spesso per esplorare le crepe ed i buchi della corteccia col becco. La conformazione del becco leggermente differente nei due sessi farebbe pensare all'adattamento alla ricerca di cibo in microhabitat lievemente diversi, tuttavia mancano studi in proposito.

Una volta trovata la preda, l'animale la estrae dal suo rifugio con la punta del becco, servendosi talvolta di bastoncini di legno per raggiungere lo scopo, dopodiché la finisce e se ne nutre, eventualmente maneggiandola con una zampa per meglio sistemarla.

### Riproduzione
La stagione degli amori va da luglio ad aprile, con due covate generalmente portate avanti durante questo periodo (una in agosto-settembre ed una in dicembre-gennaio): la sittella varia è un uccello monogamo, con le coppie che collaborano nelle varie fasi dell'evento riproduttivo, molto spesso aiutate dagli altri membri dello stormo (addirittura si pensa che più coppie depongano in un singolo nido e poi collaborino nella cova e nell'allevamento della prole).
Il nido ha la forma di una coppa e viene costruito dai vari membri del gruppo alla biforcazione di un ramo in alto su di un albero (quasi sempre un eucalipto dalla corteccia fibrosa), intrecciando fibre vegetali e corteccia dell'albero stesso per offrire mimetismo.

Al suo interno la femmina depone 2-3 uova, che vengono covate dalle femmine (con gli altri membri dello stormo che si occupano di nutrirle) per circa 19-20 giorni: i pulli, ciechi ed implumi alla schiusa, vengono nutriti da tutti i membri dello stormo e cominciano ad avventurarsi all'esterno del nido attorno ai venti giorni di vita, pur continuando a chiedere il cibo e ad essere dipendenti dai genitori per almeno due mesi ancora.

## Distribuzione e habitat

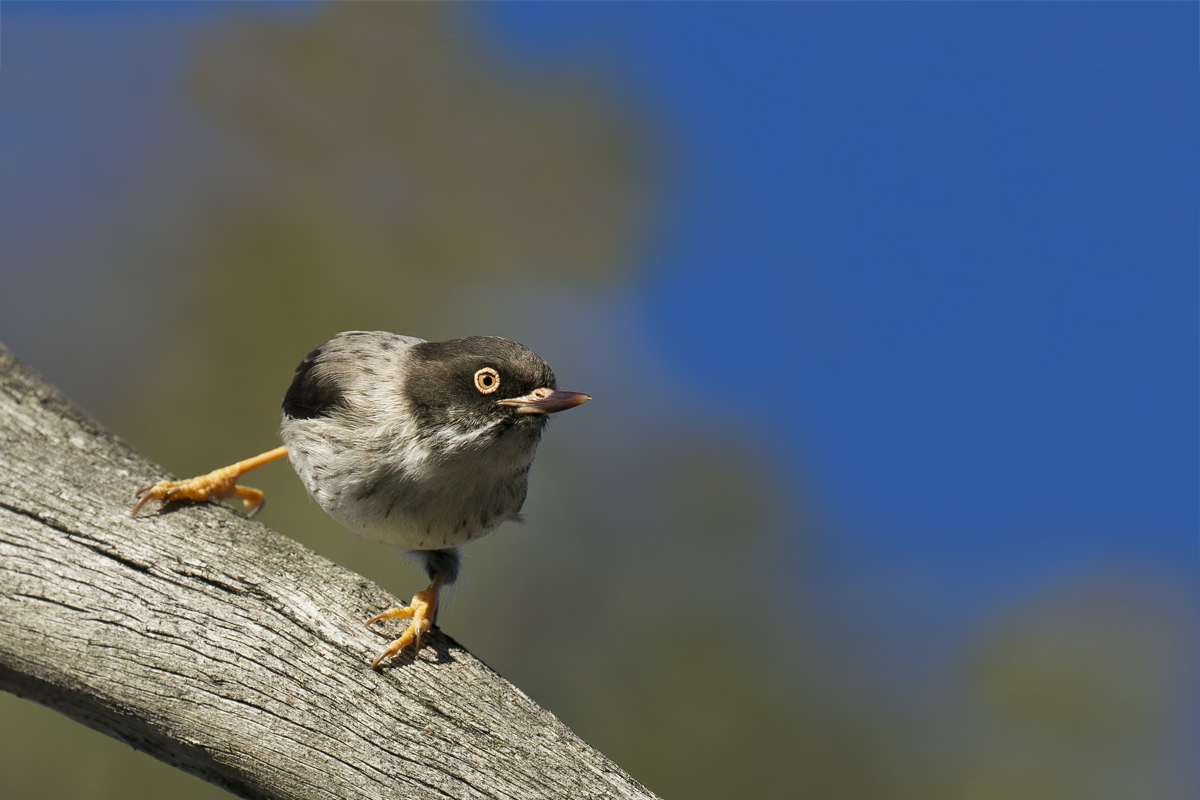
Esemplare nel Victoria.

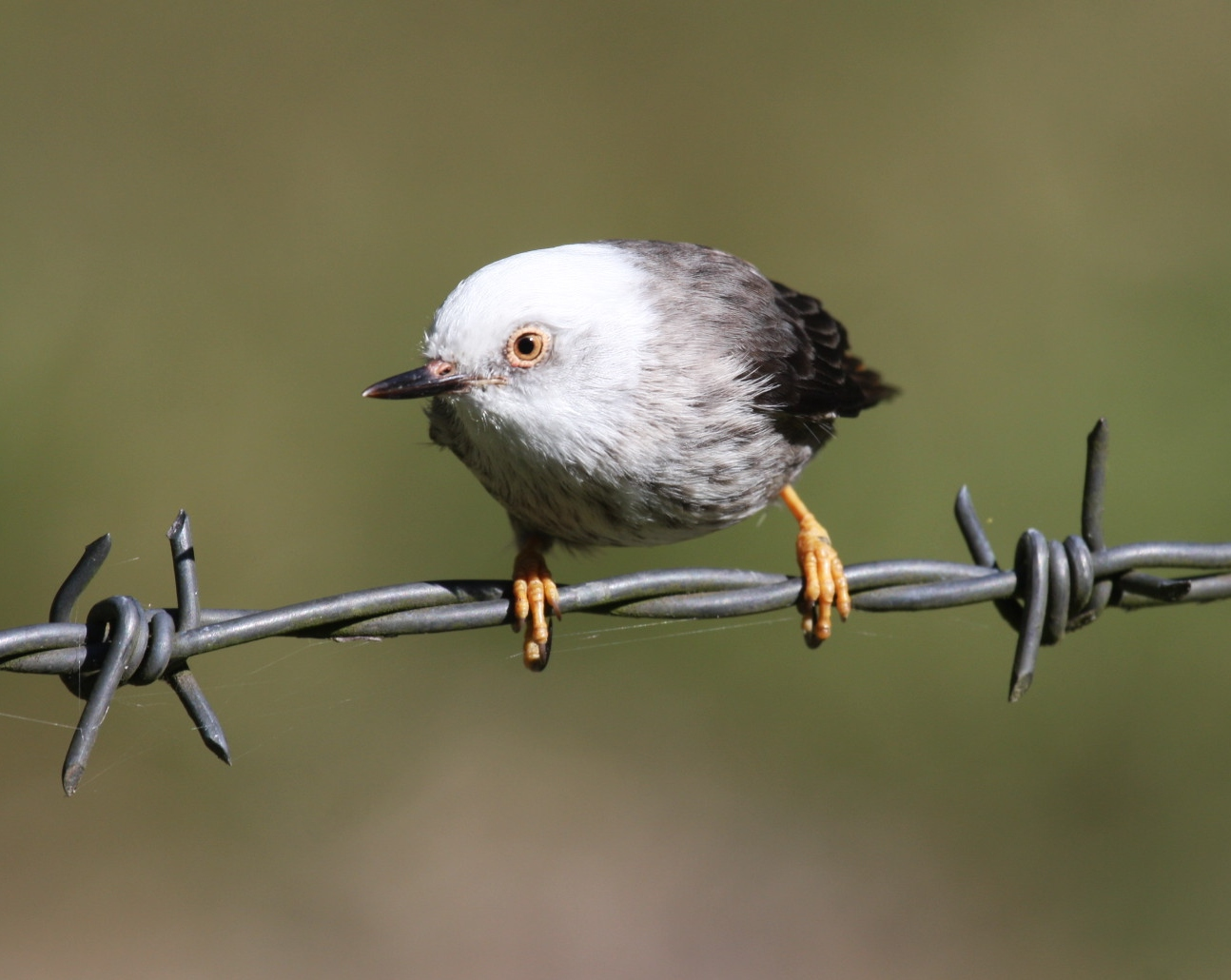
Esemplare nel Queensland.

La sittella varia è endemica dell'Australia, della quale occupa buona parte del territorio, ad eccezione delle aree desertiche centrali e nord-occidentali, della costa meridionale del golfo di Carpentaria, della fascia costiera della terra di Arnhem e della piana di Nullarbor: la specie è inoltre assente dalla Tasmania, virtualmente un ambiente molto adatto a questi uccelli, ma a loro precluso dalle mediocri doti di volatori.

Si tratta di uccelli residenti, con tutti gli esemplari inanellati che non sono mai stati osservati a più di 10 km dal sito di inanellamento.
L'habitat di questi uccelli è rappresentato dai boschi secchi ad eucalipto, possibilmente non troppo folti e con presenza di sottobosco cespuglioso e di vecchi alberi dove nidificare o riunirsi al tramonto per passare la notte.

## Tassonomia
Se ne riconoscono cinque sottospecie:
- Daphoenositta chrysoptera chrysoptera (Latham, 1801) - la sottospecie nominale, diffusa dal Queensland centro-meridionale al Victoria orientale;
- Daphoenositta chrysoptera leucocephala (Gould, 1838) - diffusa da Ingham al confine fra Queensland e Nuovo Galles del Sud, ad ovest fino alla Grande Catena Divisoria;
- Daphoenositta chrysoptera striata (Gould, 1869) - diffusa sulla penisola di Capo York;
- Daphoenositta chrysoptera pileata (Gould, 1838) - diffusa dall'Australia Occidentale centrale (a sud del Gran Deserto Sabbioso) al Queensland sud-occidentale attraverso Australia Meridionale, Territorio del Nord meridionale, Nuovo Galles del Sud occidentale e nord del Victoria;
- Daphoenositta chrysoptera leucoptera (Gould, 1840) - diffusa dal Kimberley alle sponde occidentali del golfo di Carpentaria e a sud fino alle propaggini settentrionali del Gran Deserto Sabbioso.

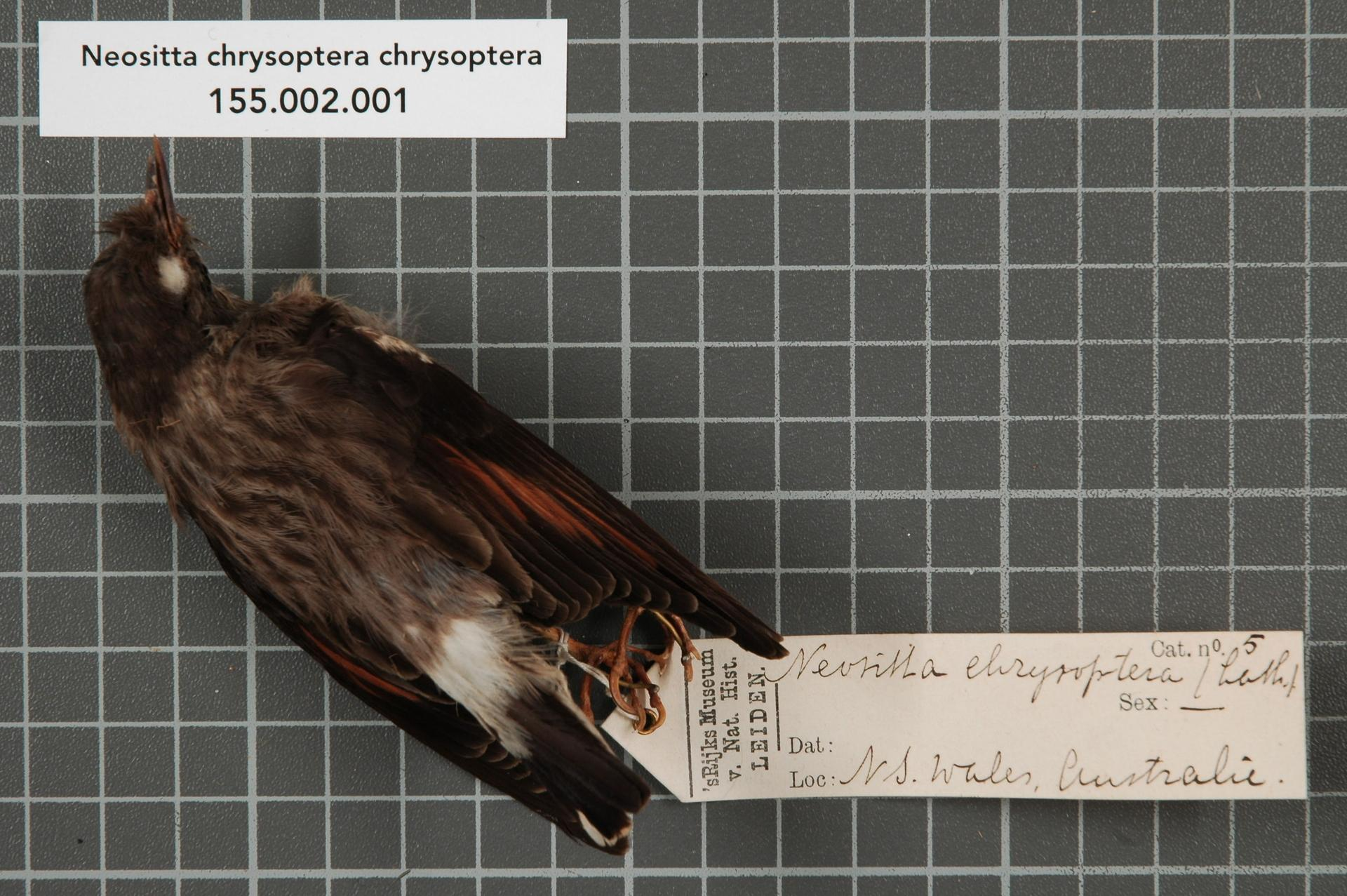
Esemplare impagliato della sottospecie nominale.
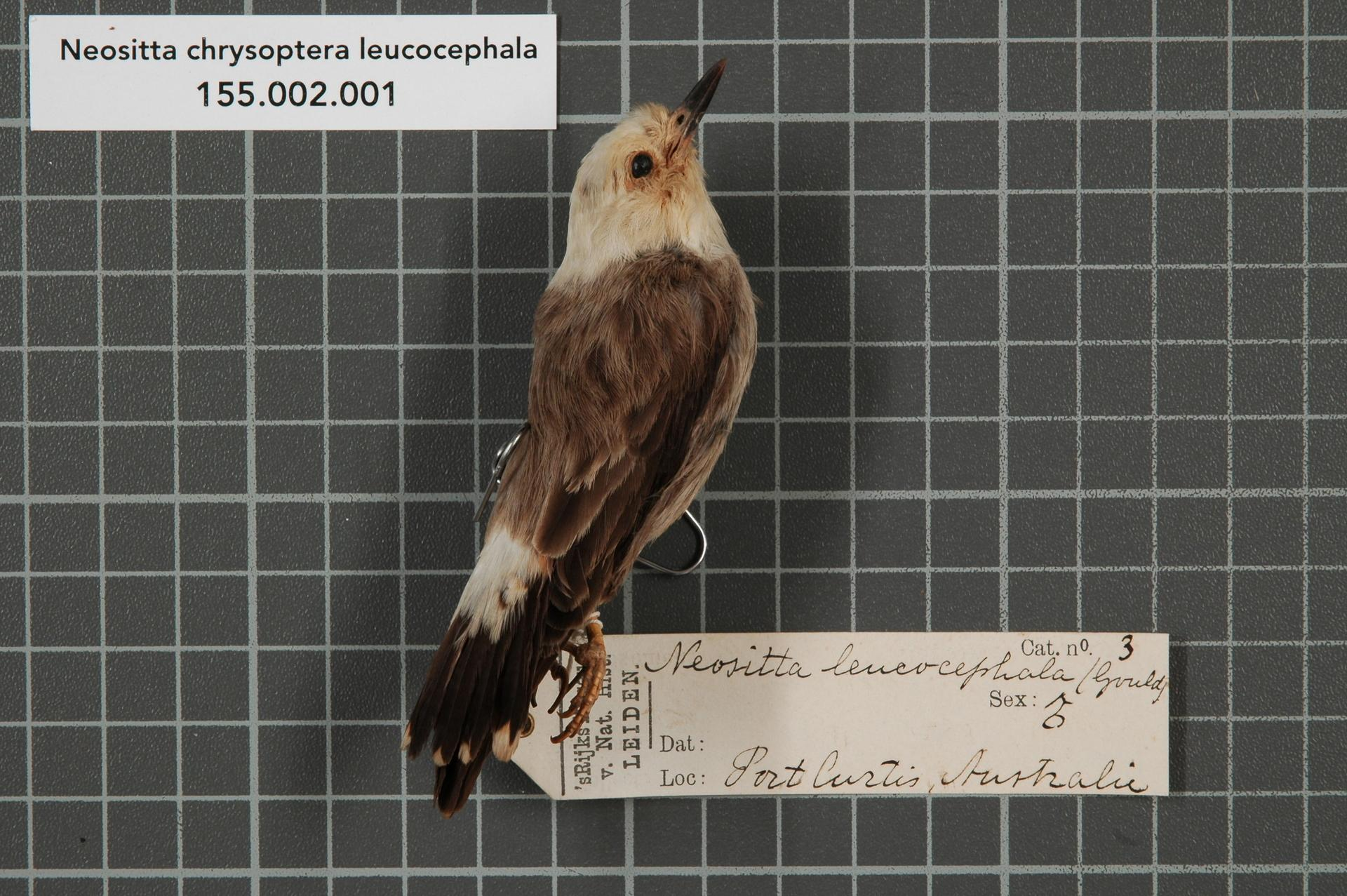
Maschio impagliato della sottospecie leucocephala.
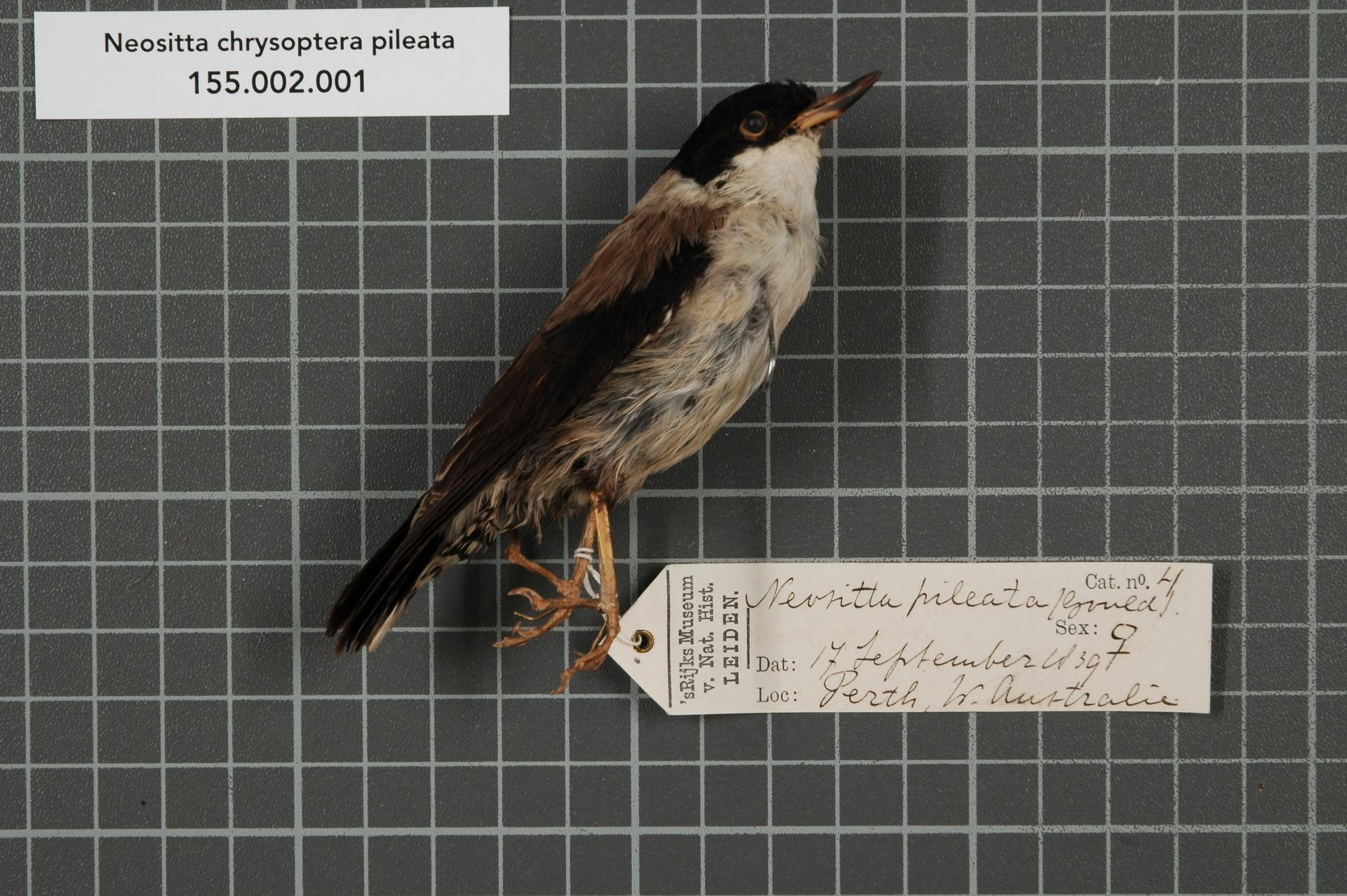
Femmina impagliata della sottospecie pileata.
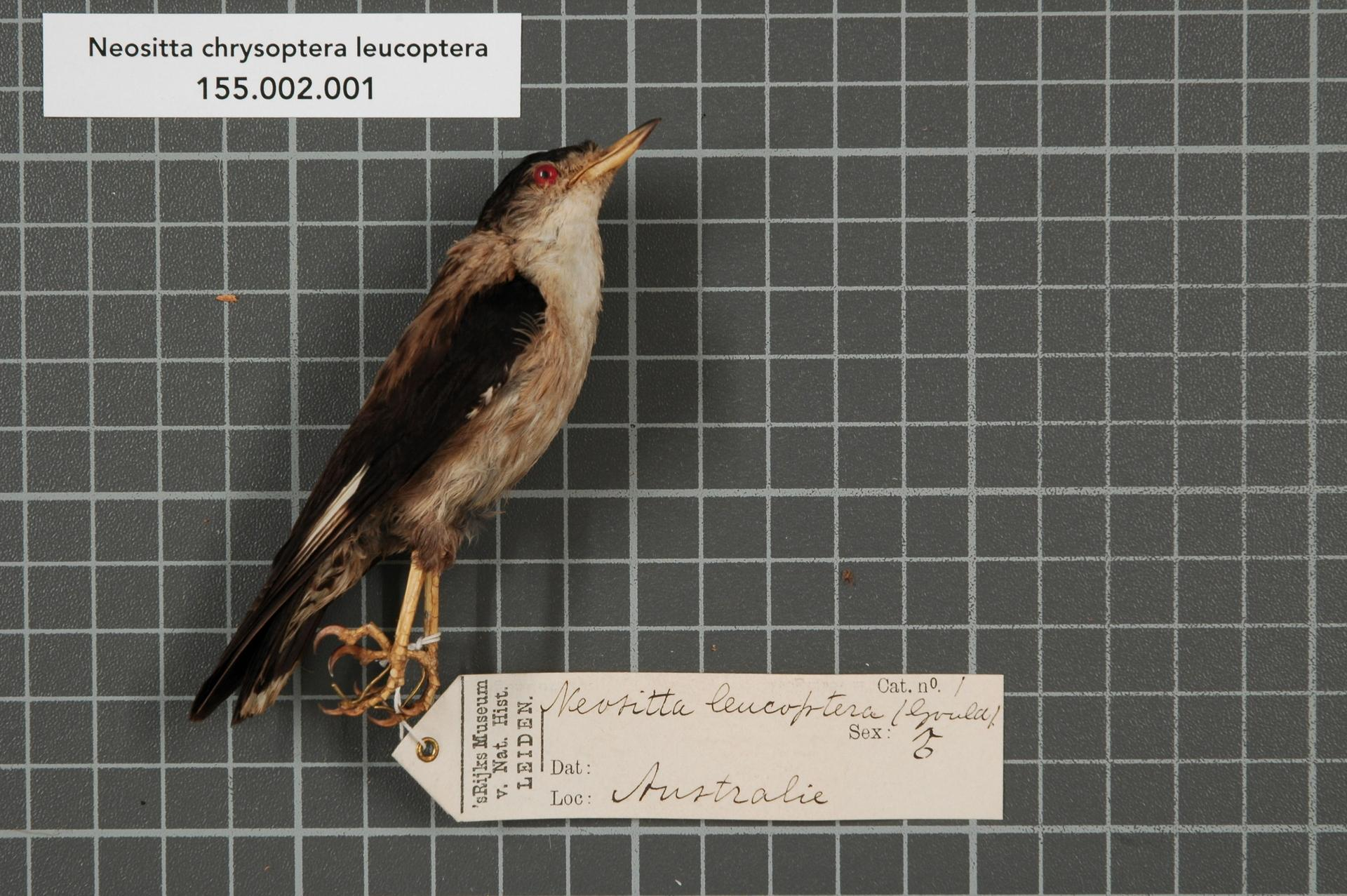
Maschio impagliato della sottospecie leucoptera.

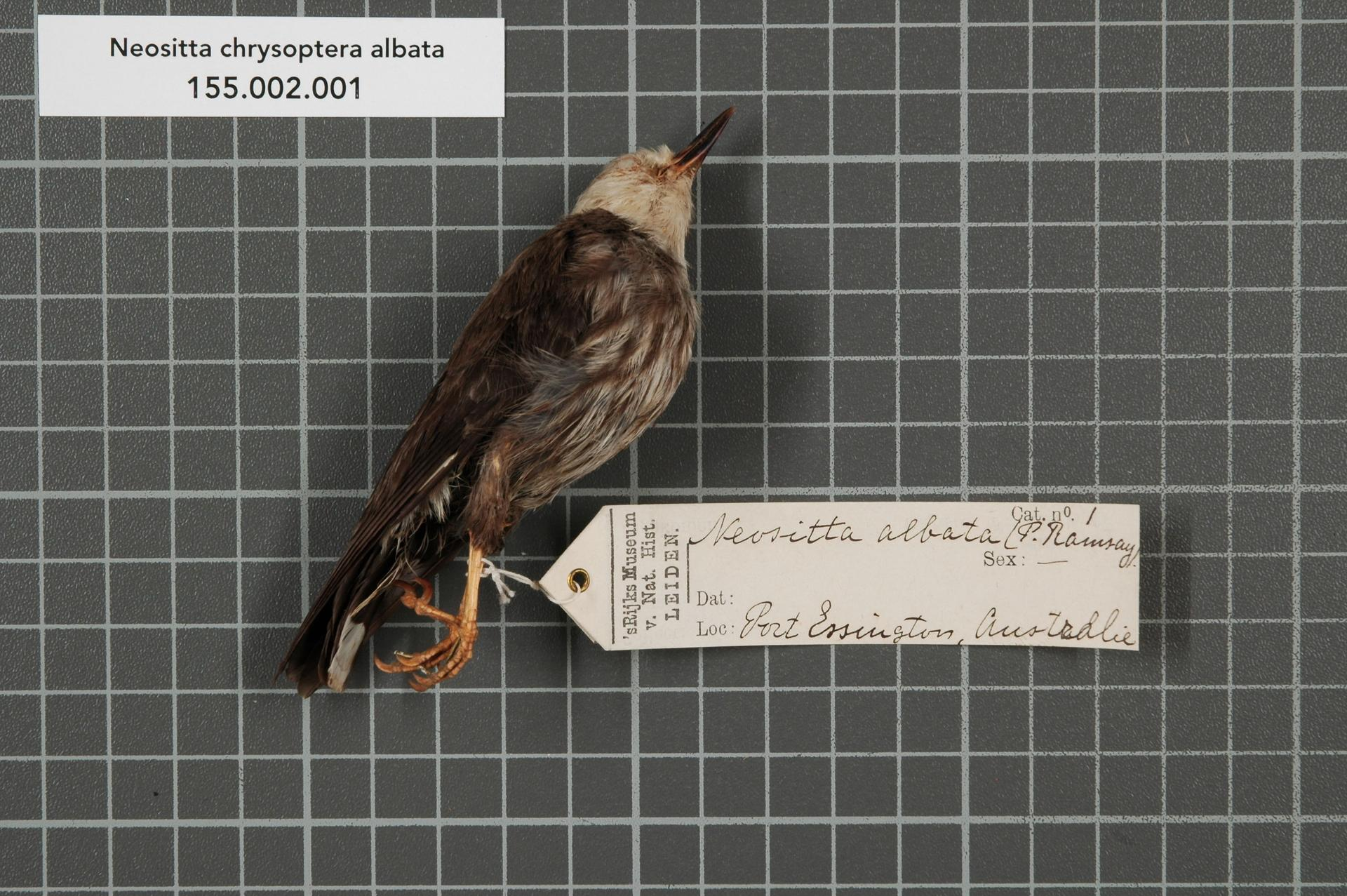
Esemplare impagliato della "sottospecie" albata (probabilmente un meticcio).

Alcuni autori riconoscerebbero inoltre le sottospecie rothschildi della zona di Cairns, magnirostris dell'area di Inkerman, lathami del Victoria orientale (tutte sinonimizzate con la sottospecie nominale) e lumholtzi dell'area di Rockhampton (sinonimizzata con leucocephala), mentre la presunta sottospecie albata (nota per alcuni esemplari conservati del XIX secolo) quasi certamente è un meticcio fra sottospecie simpatriche. Secondo alcuni autori, le cinque sottospecie sarebbero in realtà specie a sé stanti; tuttavia, a parte le differenze nella colorazione, non sussistono particolari divergenze fonetico-morfologiche, comportamentali e genetiche tali da separarle fino a questo grado: anzi, le varie popolazioni si meticciano con grande facilità nelle aree in cui esse vengono a trovarsi a convivere.

In passato, la specie veniva ascritta a un proprio genere monotipico, Neositta, e comprendeva anche le popolazioni della Nuova Guinea (attualmente considerate una specie a sé stante, D. papuensis): con l'accorpamento alla sittella nera, per il principio di priorità la sittella varia è stata ascritta a Daphoenositta.